# Justo Cuervo Arango
Justo Cuervo Arango O.P. (6 de juliol de 1859, Folgueras, Astúries - † 28 de desembre de 1921, Salamanca) fou un dominic espanyol, catedràtic i publicista.
Va ser enviat a estudiar al col·legi de Los Cabos, després es traslladà al col·legi de Corias, on entrà al convent Sant Joan Baptista de l'Orde de Predicadors, prenent-ne l'hàbit el 10 de setembre del 1875. Acabats els seus estudis eclesiàstics inicials, fou traslladat a Salamanca per estudiar-hi filosofia i lletres. Entre el 1887 i el 1889 cursà el doctorat a la Universitat de Madrid, que obtingué amb la tesi El mestre Fr. Diego de Ojeda i la Cristiada. Acabats tots els estudis, fou destinat al col·legi dels dominics de Bergara. El 1891 fou destinat com a professor de filosofia al col·legi de Corias, i posteriorment al com a professor de sagrada escriptura. El 1895 fou nomenat rector de Corias, i fou traslladat després al convent de Sant Esteve (Salamanca), on va morir el 1921.
La Reial Acadèmia de la Història el nomenà acadèmic corresponent el 1913. També el premià, el 1920, amb el Premi al Talent. Durant la seva estada a Salamanca tingué diversos càrrecs d'importància cultural i científica, entre ells el de president de la Comissió de Monuments.